# 142084 Jamesdaniel
142084 Jamesdaniel è un asteroide della fascia principale. Scoperto nel 2002, presenta un'orbita caratterizzata da un semiasse maggiore pari a 2,3735388 UA e da un'eccentricità di 0,1861616, inclinata di 0,82634° rispetto all'eclittica.